# Megaselia pectinifera
Megaselia pectinifera är en tvåvingeart som beskrevs av Schmitz 1926. Megaselia pectinifera ingår i släktet Megaselia och familjen puckelflugor. Inga underarter finns listade i Catalogue of Life.